# 18 км (зупинний пункт, Криворізька дирекція Придніпровської залізниці)
18 кілометр — пасажирський залізничний зупинний пункт Криворізької дирекції Придніпровської залізниці.
Розташована за кількасот метрів від села Ганнівка, Олександрійський район, Кіровоградської області на лінії Рядова — Мусіївка між станціями Рядова (7 км) та Грекувата (14 км).
Станом на лютий 2020 року щодня дві пари дизель-потягів прямують за напрямком Карачуни — П'ятихатки-Пасажирські, проте не зупиняються.